# Aegyptobia tragardhi
Aegyptobia tragardhi är en spindeldjursart som beskrevs av Sayed 1950. Aegyptobia tragardhi ingår i släktet Aegyptobia och familjen Tenuipalpidae. Inga underarter finns listade.